# Groenkaporganist
De groenkaporganist (Euphonia mesochrysa) is een zangvogel uit de familie Fringillidae (vinkachtigen).

## Verspreiding en leefgebied
Deze soort telt 3 ondersoorten:
- E. m. mesochrysa: van centraal Colombia tot oostelijk Ecuador.
- E. m. media: noordelijk en centraal Peru.
- E. m. tavarae: van zuidoostelijk Peru tot centraal Bolivia.